# Rosport
Rosport (en luxembourgeois : Rouspert) est une section, une ancienne commune, un village et le chef-lieu de la commune luxembourgeoise de Rosport-Mompach située dans le canton d'Echternach.

## Géographie
Le point le plus oriental du Luxembourg se trouve en bordure du village de Rosport dans la Sûre, un affluent de la Moselle, qui forme dans cette région la frontière allemande et délimite à cet endroit une enclave du Luxembourg en territoire allemand. Ce point se trouve en 49° 48′ 20,5″ N, 6° 31′ 52″ E.
La distance de 57 km de Perlé à Rosport est la plus longue possible du pays sur l’axe Ouest-Est.

## Histoire
Au cours de la Seconde Guerre mondiale, le 10 mai 1940, les armées allemandes envahissent simultanément les Pays-Bas, la Belgique et le Luxembourg pour affronter la France et la Grande-Bretagne. C'est ainsi qu'à Rosport, une partie de l'Infanterie-Regiment Grossdeutschland, qui a pour objectif de traverser la Meuse à Sedan, franchit la frontière.
La commune de Rosport comprenait les sections suivantes :
- Dickweiler
- Girst
- Hinkel
- Osweiler
- Rosport (chef-lieu)
- Steinheim

La commune faisait partie de la zone d'appellation du Crémant de Luxembourg.
Le 1er janvier 2018, la commune fusionne avec Mompach pour former la nouvelle commune de Rosport-Mompach,.

## Économie
C’est à Rosport qu’est située l’usine de la Sources Rosport SA, qui prépare son eau gazeuse destinée à être vendue surtout au Luxembourg.
Elle fait partie intégrante de l'industrie luxembourgeoise et est un des rares produits exclusivement luxembourgeois.

## Population et société

### Démographie
L'évolution du nombre d'habitants est connue à travers les recensements de la population effectués dans le pays depuis 1821. Les recensements décennaux de la population permettent de caler les chiffres sur la composition de la population par sexe, âge, nationalité et commune de résidence. Entre deux recensements, la population au 1er janvier de l’année {\displaystyle x} est évaluée en ajoutant à la population au 1er janvier de l’année {\displaystyle x-1} les soldes naturel (naissances {\displaystyle -} décès) et migratoire (arrivées {\displaystyle -} départs) de l'année. La même méthode est appliquée pour la répartition par âge au 1er janvier et les effectifs totaux par nationalité. 
Au 1er janvier 2017,  comptait 2 293 habitants.
| 1821  | 1851  | 1871  | 1880  | 1890  | 1900  | 1910  | 1922  | 1930  |
| ----- | ----- | ----- | ----- | ----- | ----- | ----- | ----- | ----- |
| 1 383 | 1 952 | 1 773 | 1 832 | 1 845 | 1 884 | 1 903 | 1 766 | 1 632 |

| 1935  | 1947  | 1960  | 1970  | 1978  | 1979  | 1981  | 1983  | 1984  |
| ----- | ----- | ----- | ----- | ----- | ----- | ----- | ----- | ----- |
| 1 644 | 1 478 | 1 332 | 1 247 | 1 266 | 1 302 | 1 343 | 1 390 | 1 400 |

| 1985  | 1986  | 1987  | 1988  | 1989  | 1990  | 1991  | 1992  | 1993  |
| ----- | ----- | ----- | ----- | ----- | ----- | ----- | ----- | ----- |
| 1 410 | 1 400 | 1 410 | 1 401 | 1 401 | 1 432 | 1 428 | 1 445 | 1 489 |

| 1994  | 1995  | 1996  | 1997  | 1998  | 1999  | 2000  | 2001  | 2002  |
| ----- | ----- | ----- | ----- | ----- | ----- | ----- | ----- | ----- |
| 1 561 | 1 587 | 1 636 | 1 694 | 1 701 | 1 759 | 1 790 | 1 864 | 1 885 |

| 2003  | 2004  | 2005  | 2006  | 2007  | 2008  | 2009  | 2010  | 2011  |
| ----- | ----- | ----- | ----- | ----- | ----- | ----- | ----- | ----- |
| 1 817 | 1 865 | 1 892 | 1 920 | 1 960 | 1 980 | 2 022 | 2 051 | 2 076 |

| 2012  | 2013  | 2014  | 2015  | 2016  | 2017  | - | - | - |
| ----- | ----- | ----- | ----- | ----- | ----- | - | - | - |
| 2 096 | 2 097 | 2 109 | 2 140 | 2 222 | 2 293 | - | - | - |

Le graphique qui aurait dû être présenté ici ne peut pas être affiché car il utilise l'ancienne extension Graph, désactivée pour des questions de sécurité. Des indications pour créer un nouveau graphique avec la nouvelle extension Chart sont disponibles ici.